# Przenośnik

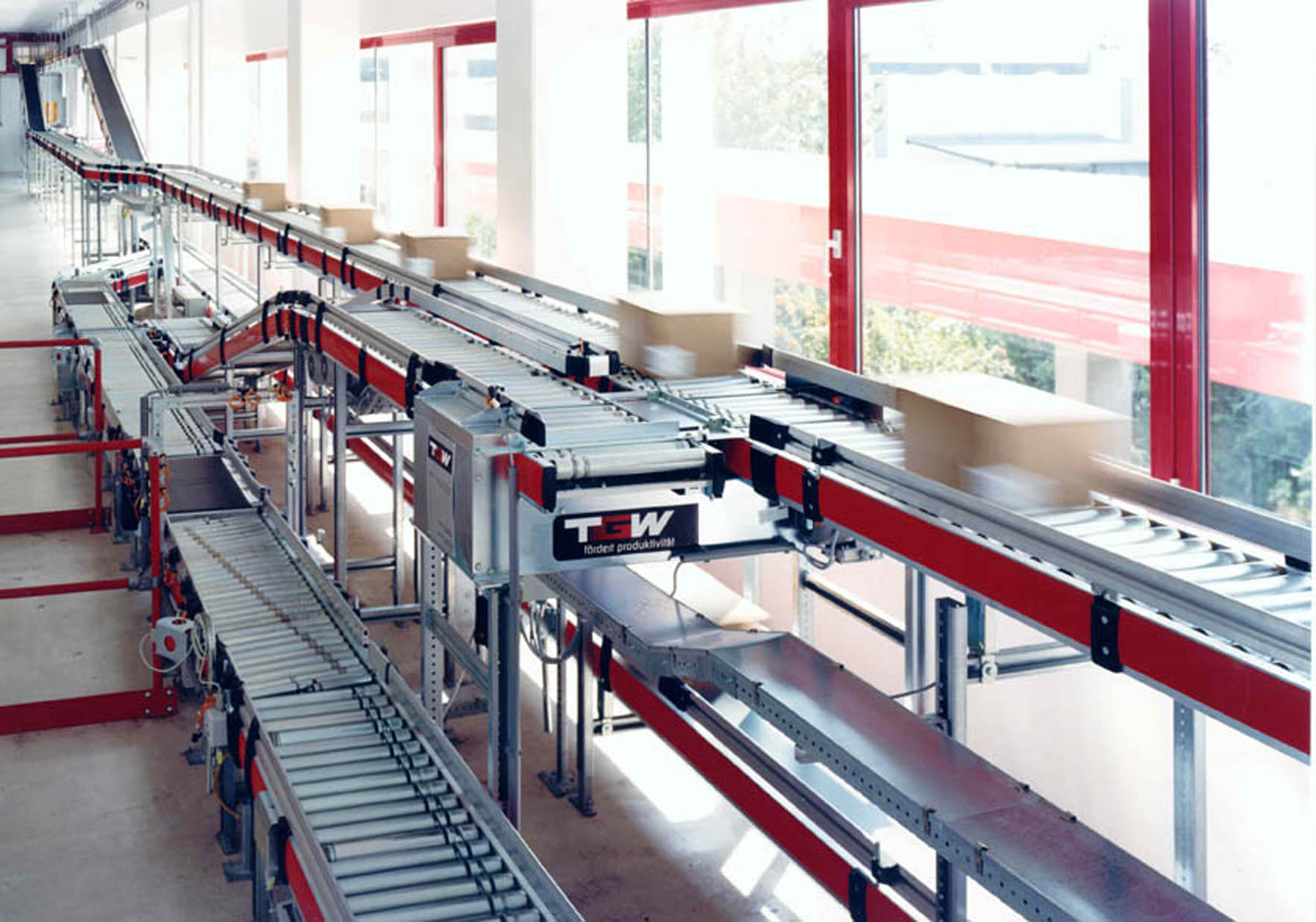
Przenośnik taśmowy w zakładzie produkcyjnym

Przenośnik – urządzenie transportu bliskiego, przeznaczone do przemieszczania materiałów sypkich lub określonych ładunków, po określonym torze.
Podział przenośników:
- przenośniki cięgnowe (transport za pomocą cięgna)
  - taśmowe
    - stałe
    - przejezdne (samojezdne)
    - przenośne
    - obrotowe
    - przesuwne

  - członowe (na odpowiednich członach (płyty, koryta, wózki))
    - płytowe
    - korytowe
    - skrzynkowe
    - wałkowe
    - schodkowe
    - półkowe
    - kołyskowe

  - kubełkowe (transport w kubełkach połączonych cięgnem)
    - proste pionowe
    - proste pochyłe
    - okrężne przestrzenne
    - okrężne w jednej płaszczyźnie

  - zabierakowe (transport za pomocą zgarniaków, zgrzebeł, zaczepów)
    - zgrzebłowe
    - zgarniakowe
    - talerzowe
    - przesuwające (prętowe)
    - podłogowe
    - skokowe

  - podwieszone (ładunek zawieszony na zawieszkach)
    - niosące (jednotorowe)
    - ciągnące (dwutorowe)
    - ciągnąco-niosące
- przenośniki bezcięgnowe (za pomocą innych niż cięgno elementów mechanicznych, drgań lub grawitacji)
  - impulsowe i grawitacyjne (transport po nienapędzanych obrotowych wałkach lub krążkach, lub zsuwniach)
    - ślizgowe
    - samotoki
    - wózkowe

  - wałkowe i krążkowe napędzane (transport poziomy po napędzanych wałkach lub krążkach)
    - napędzane, z napędem indywidualnym
    - napędzane, z napędem grupowym
    - nienapędzane

  - śrubowe (transport za pomocą obracającej się powierzchni śrubowej)
    - poziome z obracającym się wałem
    - poziome z obracającą się rurą
    - pionowe

  - wstrząsowe (inercyjne; transport poprzez drgania rynny)
    - wibracyjne
    - skokowo-unoszące

  - miotające (wyrzutniki)
    - taśmowe
    - talerzowe
    - łopatkowe
- przenośniki z medium pośredniczącym (transport w strumieniu gazu lub cieczy)
  - pneumatyczne (gazowe)
    - ciśnieniowe
    - fluidyzacyjne
    - grawitacyjne (aeracyjne)

  - hydrauliczne (cieczowe)
    - otwarte
    - zamknięte